# Marstall (Coburg)

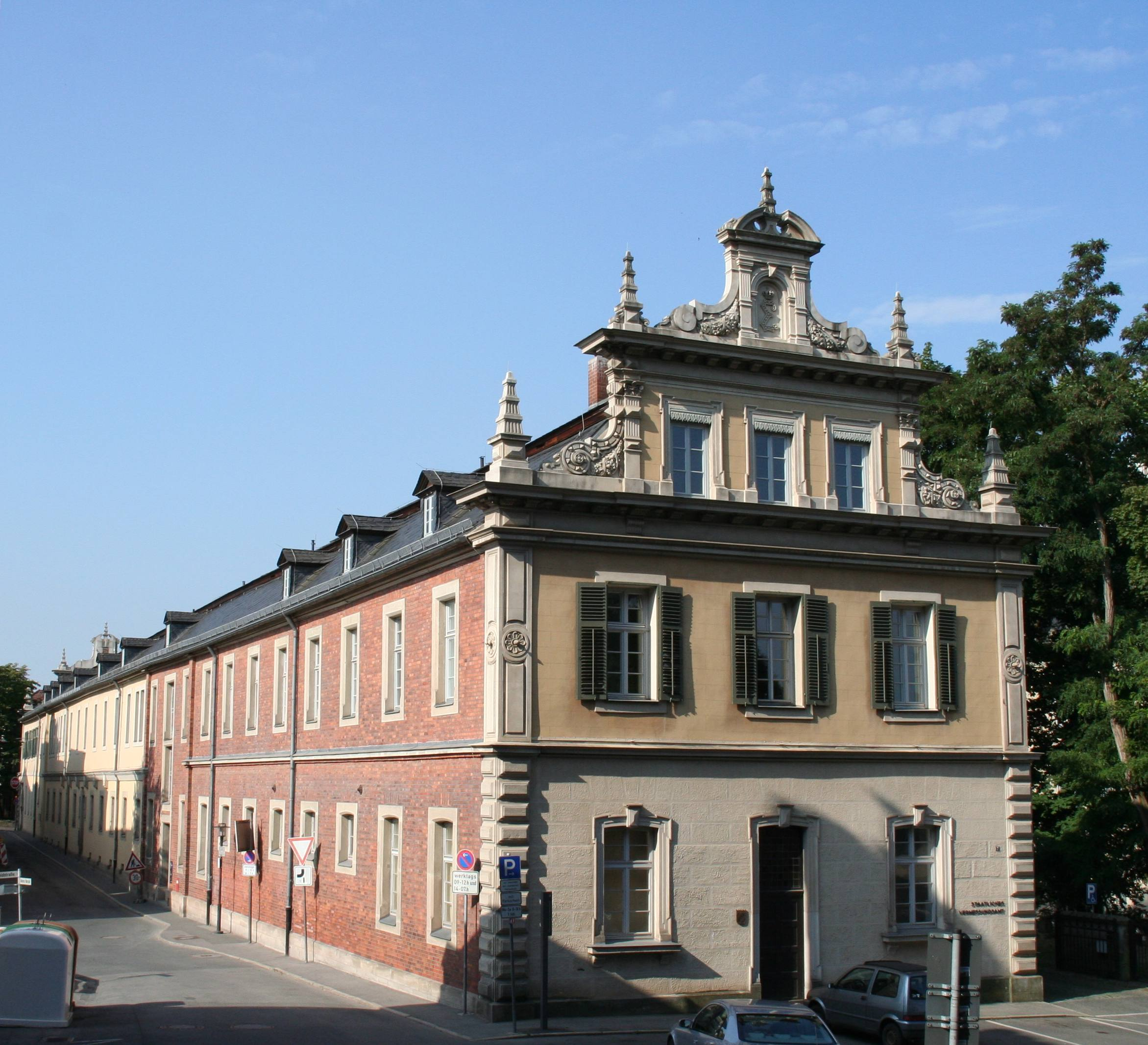
Marstall in Coburg, Nordostseite

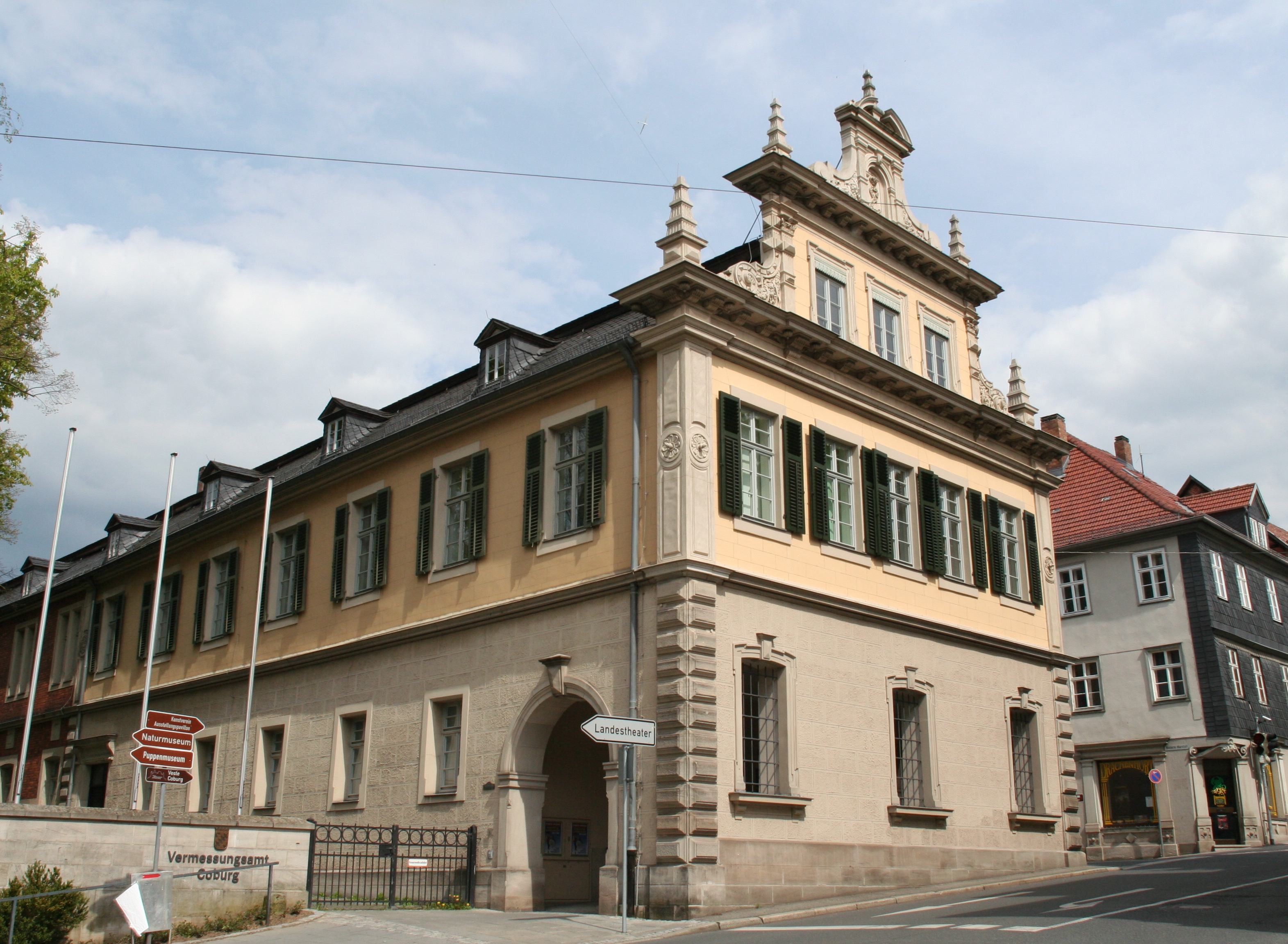
Südwestseite

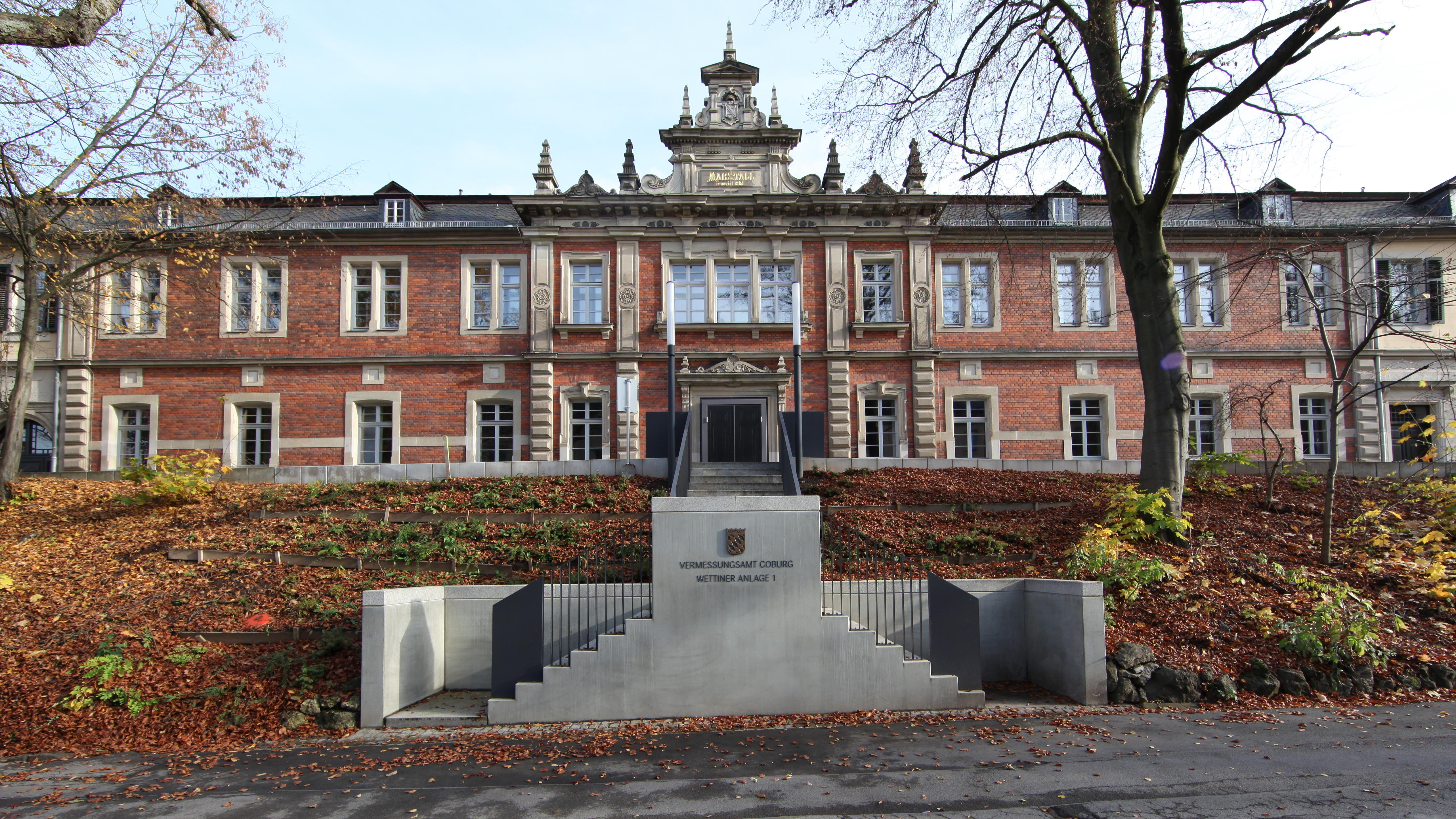
Westseite nach dem Umbau 2012

Der Marstall steht in der oberfränkischen Stadt Coburg am Schlossplatz, östlich der Ehrenburg. Der ehemalige Marstall ist als Baudenkmal in der Bayerischen Denkmalliste eingetragen.

## Beschreibung
Das Bauwerk entstand 1685 bis 1690 während der Regentschaft des Herzogs Albrecht III. und beherbergte einen Pferdestall, ein Kutschenhaus und eine Reithalle mit Zuschauergalerien. Teile der äußeren Stadtmauer bildeten den Sockel des Gebäudes. Im Lauf der Jahrhunderte erfuhr der lang gestreckte Mansarddachbau mehrere Umgestaltungen. Ernst I. ließ 1835 zur Verbesserung der Verkehrssituation vor dem Steintor die Länge des Marstalls am südlichen Ende um 16 bis 17 Meter verringern. Von 1882 bis 1885 gestaltete der Architekt Julius Hartmann das nun 106 Meter lange und 15 Meter hohe Gebäude um. Dabei bekamen die beiden Giebel und der mittige Zwerchgiebel an der Westfassade Neurenaissanceformen und eine Gewölbedecke mit Gusseisenstützen wurde eingezogen. Im Jahre 1920 wurde die Decke über dem Keller angehoben um nutzbare Kellerräume zu erhalten. Zusätzlich kam es zum Einbau von Wohnungen. Seit 1921 ist das staatliche Vermessungsamt im ehemaligen Marstall ansässig. 1981 erfolgte für rund 2,35 Millionen Euro ein Umbau, der auch den Einbau der Fußgängerpassage am Steintor umfasste, und eine Instandsetzung. Von 2010 bis 2012 wurde eine grundlegende Sanierung des Dienstgebäudes des Vermessungsamtes Coburg durchgeführt, in deren Rahmen gusseiserne Säulen und ein Ziegelgewölbe freilegt wurde.
Das parallel zur Ehrenburg in Nord-Süd-Richtung ausgerichtete Gebäude weist drei Bauteile mit jeweils zwei Geschossen auf.
Der Nordflügel besitzt im Erdgeschoss auf der Westseite fünf rundbogige Tore, die Keilsteine mit dem Emblem E von Herzog Ernst II. und einen Herzogshut tragen. Zwischen den Toren sind kleine, hochgesetzte Fenster angeordnet. Die nördliche Giebelfassade am Schlossplatz weist drei Achsen und Eckpilaster auf. Im Erdgeschoss aus Sandstein sind zwei Stichbogenfenster und mittig ein Portal mit einem Oberlicht vorhanden. Die Fenster im Obergeschoss, über einem Gesims, entsprechen in Geometrie und Gestaltung der Ost- beziehungsweise Westfassade. Oberhalb eines doppelten Traufgesims sind drei geohrte Fenster im Ziergiebel angeordnet, ein pilastergerahmte Zwerchgaube bekrönt den Giebel. Die Ostfassade ist wenig gegliedert und besteht aus Ziegel mit Sandsteingliederungen.
Der mittlere Flügel entspricht in Geschossteilung und Vertikalgliederung dem nördlichen Teil. Er weist im Westen eine Ziegelfassade mit Sandsteingliederungen und dreizehn Fensterachsen auf, die aus vier äußeren Achsen, einem fünfachsigen Mittelrisalit mit einem Zwerchgiebel und erneuten vier äußeren Achsen besteht. Die Ostfassade hat sieben Achsen und ein ausgeprägtes Gesims.
Der siebenachsige Südflügel ist ähnlich wie der Nordtrakt gestaltet und im Giebel durch eine Arkade für eine Fußgängerpassage gekennzeichnet.